# هانس یاکوب
هانس یاکوب (به آلمانی: Hans Jakob) بازیکن فوتبال و دروازه‌بان اهل آلمان است که از سال ۱۹۳۰ میلادی عضو تیم ملی فوتبال آلمان بوده‌است. وی در ۳۸ بازی ملی حضور داشته است و آخرین بازی ملی خود را در سال ۱۹۳۹ میلادی انجام داد. هانس یاکوب در بازی‌های ملی‌اش گلی به ثمر نرساند.